# Овчинникова, Александра Леонтьевна
Алекса́ндра Лео́нтьевна Овчи́нникова (Дружинина) (29 сентября 1941, Нижний Тагил — 3 октября 2010, Екатеринбург) — советский и российский спортсмен, тренер (русские шашки), спортивный функционер. Мастер спорта СССР по шашкам.

## Биография
Родилась во время Великой Отечественной войны, 29 сентября 1941 года, в многодетной семье. Сестры стали учителями, а она — машиностроителем.
В 1959 г. после окончания машиностроительного техникума работала на Уралвагонзаводе: сначала сварщиком, затем — техником-конструктором. Без отрыва от производства получила высшее педагогическое образование, и с 1973 г. начала преподавать шашки в ДЮСШ Нижнего Тагила, влившись в педагогический коллектив (А. Л. и Б. И. Дружинины, А. П. Зайцев, О. А. Романчук и другие), прославившийся успехами мастеров спорта А. П. Зайцева, В. В. Сергеева, Ю. В. Кириллова и др. Благодаря успехам тагильских шашистов шашечно-шахматная ДЮСШ Нижнего Тагила в 1975 г. становится школой олимпийского резерва, став первой в России по неолимпийским видам спорта (сейчас — Спортивная школа шахмат и шашек МБОУ ДОД «СДЮСШОР»).
Дважды стал чемпионом мира среди юниоров мастер спорта Е.Скляров. Чемпионками СССР среди девушек становились Г.Султанова и Т.Серёгина. В личных и командных российских соревнованиях побеждали С.Овечкин, Р.Султанов, А.Константинов, Д.Дружинин, Т.Шульмина, С.Гейлер, Ю.Широкова, Л.Кварталова и другие. Тагильчане пять раз первенствовали во всесоюзных играх «Чудо-шашки».
В чемпионате СССР 1985 г. победил С.Овечкин, в 1987 г. А.Константинов занял второе место. Гроссмейстер, ныне москвичка Т.Тетерина — чемпионка СССР среди женщин по 100-клеточным шашкам (1987 г.), многократная чемпионка России, чемпионка мира по шашкам «64» (1995 г.) и призер (1999 г.).
С 1983 г. работала тренером в Спортивном клубе армии. Шашисты Свердловского СКА неоднократно становились призерами всесоюзных и российских соревнований.